# Blechnum gracilipes
Blechnum gracilipes är en kambräkenväxtart som först beskrevs av Eduard Rosenstock, och fick sitt nu gällande namn av M. Kessler och A. R. Sm. Blechnum gracilipes ingår i släktet Blechnum och familjen Blechnaceae. Inga underarter finns listade.